# Песнь песней Соломона
Песнь песней Соломона (др.-евр. שִׁיר הַשִּׁירִים‬, шир ха-ширим, греч. ᾆσμα ᾀσμάτων, ὃ ἐστι Σαλώμων, лат. Canticum Canticorum Salomonis) — книга, входящая в состав еврейской Библии (Танаха) и Ветхого Завета. Четвёртая книга раздела Ктувим еврейской Библии. Написана на библейском иврите и приписывается царю Соломону. В настоящее время обычно толкуется как сборник свадебных песен без единого сюжета (возможно, воспроизводящий структуру свадебных обрядов), но может интерпретироваться как история любви царя Соломона и девушки Суламиты либо как противопоставление чистой любви Суламиты к пастуху и участи женщин в гареме Соломона. В иудаизме рассматривается как символическое описание любви Бога к народу Израиля, у христиан — как выражение любви Бога и церкви.

## Действующие лица
Интерпретация количества основных действующих лиц лежит в диапазоне от двух (Соломон (ивр. — Шломо) и Суламита (Шуламит)) до трёх (Соломон, Суламита и молодой пастух).
Центральная героиня «Песни» — девушка Суламита. У неё смуглая кожа и рыжие волосы. Она одета в хитон (в подлиннике: др.-евр. кутонет כתנת лат. tunica) и сандалии. В неё влюблен царь Соломон, но она любит молодого пастуха, за что страдает от царских стражников. По роду занятий Суламита крестьянка, она стережёт виноград. В конце Песни песней она призывает своего возлюбленного бежать от гнева царя.
Упоминаются и другие персонажи, например:
- «стражи, обходящие город»;
- «дщери Иерусалимские»;
- «шестьдесят цариц и восемьдесят наложниц и девиц без числа»;
- «жительница садов»;
- «товарищи»;
- овцы;
- козы;
- кобылица.

От трёх лиц попеременно ведётся повествование, причём явных границ между «партиями» не обозначено, поэтому местами трудно определить, от чьего имени идёт текст.

## Название
Название книги появилось позже текста. Выражение с сочетанием единственного и множественного числа того же существительного характерно для древнееврейского языка и означает обычно превосходную степень понятия («Святая святых», «небо небес», «суета сует»). «Песнь песней» — значит наилучшая или наиглавнейшая из песен. В толковании св. Афанасия Александрийского название книги объясняется тем, что «Песнь песней» следует после других песен (то есть пророчеств), объединяет и завершает их, после неё не нужно ждать иного обетования.

## Датировка, авторство

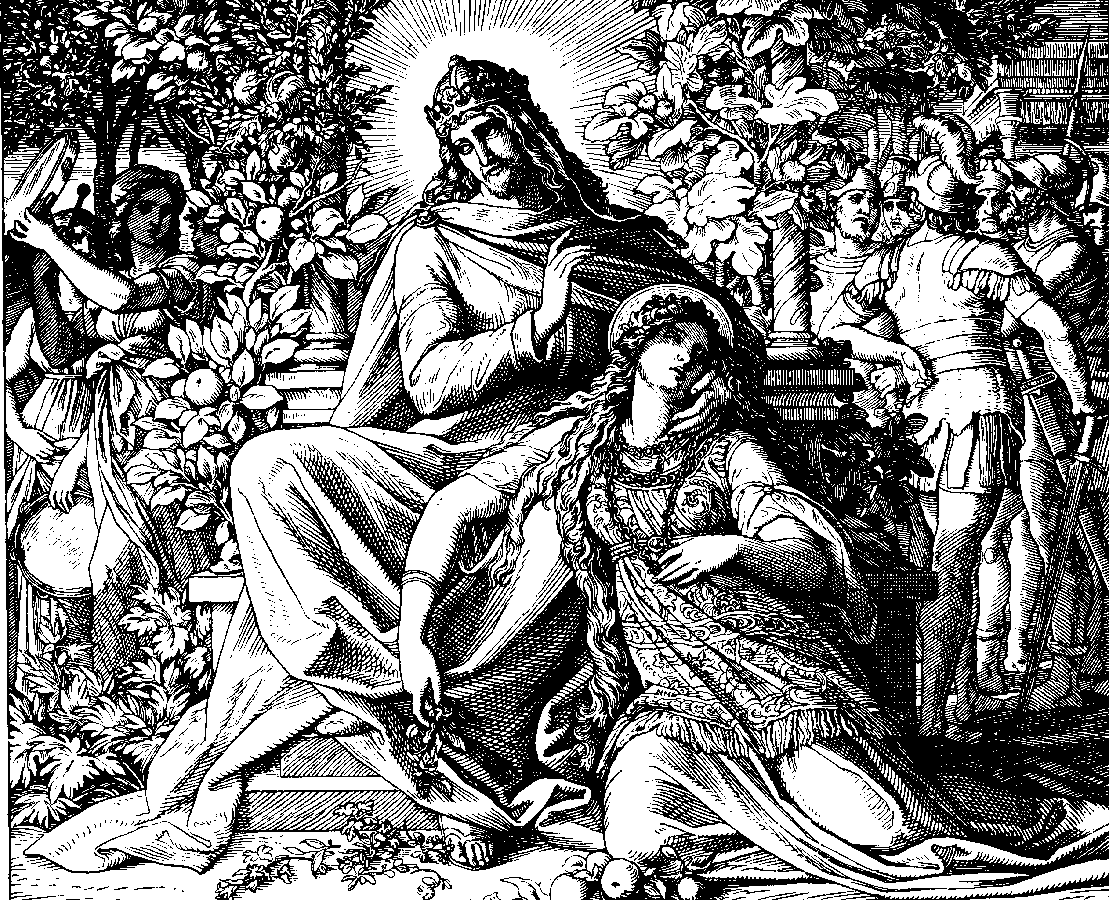
Роза Шарона, 1860
Юлиус Шнорр фон Карольсфельд

Традиционно авторство «Песни песней» приписывается Соломону. В Третьей Книге Царств утверждается, что Соломон сложил 1005 песен (3 Цар. 4:32). Имя Соломона присутствует не только в названии книги, но и неоднократно называется в тексте. Повествование ведётся в том числе и от имени Соломона, героиня книги прямо обращается к герою по имени.
Упоминание города Фирцы (Тирца) — столицы северного Израиля — указывает на период между разделением царств и перенесением столицы в Самарию в 875 году до н. э.
Заимствования из арамейского и эллинизмы могут свидетельствовать о более позднем (между VI и IV веками до н. э.) происхождении, либо об изменении текста.
Существует мнение, что «Песнь песней» представляет собой разновременной сборник свадебных гимнов. Упоминание имени Соломона в этом случае может не означать его авторства. Так в русском свадебном обряде жених и невеста могут именоваться князем и княгиней. Сходства (например, именование невесты сестрою) находятся в более древних египетских текстах, языковые и стилистические параллели существуют в источниках, принадлежащих угаритским и месопотамским культурам.
Связь «Песни песней» со свадебным гимном отмечал ещё Ориген. По форме произведение относилось им к драме.
Фольклорной гипотезе происхождения Песни песней противоречит изысканный язык, стилистическое единство и взаимосвязь фрагментов книги, наличие большого числа названий животных, растений, благовоний не палестинского происхождения. В Песни песней встречаются слова, неизвестные по другим книгам Библии, а также широко используются топонимы. Можно сделать вывод об образованности автора, хорошем знакомстве с географией Палестины, о его принадлежности к интеллектуальной и финансовой элите.

## Включение в канон
Согласно Мишне, включение Песни песней в иудейский библейский канон произошло на синедрионе в Явне в I веке н. э. Хотя многие учителя высказывали мнение, что Книга Песни песней «оскверняет руки», было сделано заключение, что «всё состояние мира не сто́ит того дня, в который дана эта книга». Одно другому не противоречит, как видно из слов раввина Акивы: «Никто никогда в Израиле не спорил против того, что Песнь Песней оскверняет руки, ибо весь мир не стоит того дня, в который дана была Израилю Песнь Песней, ибо все книги Писания (Ктувим) святое, а Песнь Песней — святое святых». Ибо по раввино-талмудической терминологии термин «осквернять руки» в отношении священных книг означал их каноническое достоинство.
Однако книга была включена в Священное Писание позже всех других. Ещё во II веке н. э. среди иудейских богословов шли споры о каноническом достоинстве Песни Песней. Некоторые из них говорили, что книга, в которой нет даже упоминания имени Божия, не может быть священной. В конце концов книга вошла в канон и была принята и христианской Церковью. Хотя паремии из неё не читаются за православным богослужением, но в богородичных песнопениях использованы образы и выражения из неё.
Песнь Песней является частью еврейской пасхальной литургии.

## География
В Песни Песней упоминаются, в частности, следующие географические названия, связанные с Израилем и Ближним Востоком: Эйн-Геди, Ливан, Галаад, Ермон, Фирца, Иерусалим, Дамаск, Кармил.

## Флора и фауна
В синодальном переводе упоминаются:
- растения: аир, алой (4:14), виноград (7:13), гранат (4:13), кедр (1:16), кипарис (1:17), кипер (1:13; 4:13), корица, лилия (2:2; 5:13), мандрагора (7:14), мирра (5:5), нард (4:14), нарцисс (2:1), пальма (7:8), пшеница (7:3), смоковница (2:13), тернии, фимиам (4:6), шафран (4:14), яблоня (лат. malus, ивр. תפוח‎ (подлинник) — эц-тапуах — 2:3);
- животные: голубь, ворон (5:11), горлица (2:12), лисица (2:15), лань, кобылица (1:8), лев, барс, козы, овцы, олень, серна.

## Анатомия
Глаза, губы, зубы, ноздри, волосы, щёки, шея, грудь, живот, бёдра, стан, ноги.

## Толкования Песни песней

### Иносказательное прочтение

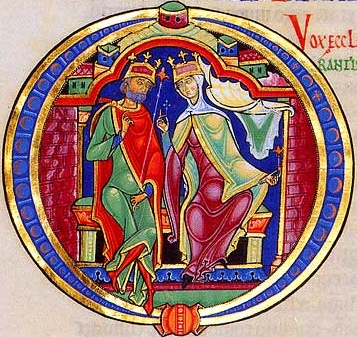
Инициал «O» из средневекового латинского текста Песни Песней. Винчестерский собор, 1100-е гг.

В еврейской традиции основным смыслом Песни песней считается отношение Бога и еврейского народа.
Подобная символика комментаторов Песни песней использована христианами, начиная с апостола Павла, говорящего о браке Христа и Церкви (Еф. 5:32). Также невеста из Песни песней считается прообразом Богоматери. Многие эпитеты и выражения, заимствованные из Песни песней («Запечатленный Источник», «Заключенный Вертоград», «порока нет в Тебе» и так далее), используются в богородичных песнопениях и текстах богослужений на богородичные праздники. В богослужении католической церкви чтение Песни песней обязательно в праздник посещения Марией Елизаветы. В своём всецерковном послании «Бог — это любовь» Папа Бенедикт XVI упоминает «Песнь всех Песней», используя её лирическое и прямое трактование в поддержку своего тезиса о том, что страсть и самопожертвование любящего — это две половины истинной любви, желающей получать и дарующей.
Согласно религиоведческой традиции XX века Песнь Песней несёт в себе следы языческого культа Адониса.
В Православной традиции считается, что Песнь Песней несёт в себе тройственный духовный смысл: описывает любовь между Богом и человеческой душой (и людьми в целом относительно с пониманием Церкви как объединения людей), пророческие описания о Богородице, духовное возрастание человеческой души на пути следования к Богу.
Возражение против каноничности книги Песни Песней выдвинул Феодор Мопсуестийский, истолковавший её буквально, как любовную песнь Соломона. Отрывки из его сочинений с критикой книги были единодушно восприняты V Вселенским Собором как нечестие, а сам автор был предан анафеме. Существует постановление V-го Вселенского Собора, которое анафематствует тех, кто учит, будто бы «Песнь Песней» говорит о любви между мужчиной и женщиной. В Песни песней усматриваются следующие темы православного вероучения: 1. Исихазм 12-ти ступеней духовного возрастания на основе учения Макария Великого, 2. Стяжание Святаго Духа Божия (по учению преподобного Серафима Саровского), 3. Гносеологическое исследование шести основных ступеней духовного возраста человека по учению преподобного Исаака Сирина, 4. Догмат о воскресении мёртвых (современное исследование Георгия Зайцева).
В протестантском толковании, девушка (невеста) — есть христианская церковь, а юноша (жених) — Иисус Христос, или триединый Бог вообще. После пришествия Иисуса Христа жених с невестой обручены, но до свадьбы невесте следует доказать свою любовь, верность и преданность жениху. На пути к этому, невесту подстерегает множество испытаний и преград (стражники), но пройдя все из них, после второго пришествия Иисуса Христа состоится долгожданная свадьба.

## Переводы

### Греческие и латинские переводы
Песнь песней входит в состав Септуагинты, но переводилась на греческий не одновременно с Пятикнижием. («Первично» перевод «семидесяти толковников» (Септуагинта) включал лишь Пятикнижие Моисея).
Песнь Песней входит в состав латинского перевода Библии Вульгаты.

### Славянские переводы

#### Переводы периода рукописных и первых печатных книг
- Мефодиевский (четий) перевод (Пѣния пѣнии, ѥже ѥстъ Соломѡнѥ)

Первый перевод Песни песней на славянский язык был сделан с греческого (возможно сверяясь с латинским текстом) в IX веке, как принято считать, святым Мефодием. Текст сохранился во многих сборниках «книгах Премудростей».
- Глаголический перевод (Пѣсьни Соломѹне)

В хорватских богослужебных источниках с 1389 года появляются отрывки из Песни песней, записанные глаголицей. В сумме они дают полный текст книги без второй главы. Перевод был осуществлён с греческого с многочисленными правками по латинскому тексту.
- Толковый перевод (Ѳилона Карпафиискаго тълкъ ѡ пѣснехъ пѣсни)

Известен по 30 сохранившимся спискам XII—XVII веков. Текст Песни песней (с несколькими пропущенными стихами) разделён на 179 пассажей, каждый из которых сопровождается толкованием. Среди имён толкователей около 60 раз называется Филон Карпафийский, около 30 — святитель Григорий Нисский, 7 — святой Ипполит, епископ римский и 1 — христианский философ Ориген. Известны также списки перевода, освобождённые от толкований. Язык переводчика восточнославянский, в тексте использовано много русизмов. Язык оригинала — греческий, возможно, использовались южнославянские (болгарские) переводы.
- Древнерусские «музейный» и «виленский» переводы с еврейского оригинала (Ширь гаширим ашир’ли шломо. Рекше: пѣсни пѣснем, иже къ Соломону; Пѣсн пѣснеи)

Каждый из переводов известен в единственном списке. Первый, датируемый по бумаге XVI веком, находится в собрании Российской государственной библиотеки, второй — в Академии наук Литвы. Оба перевода выполнены, вероятно, евреями на западнорусской территории.
- Перевод Константина Костенецкого (Соломѹ(н) пѣсне(м) пѣсны.)

Константин Философ перевёл с греческого толкования на Песню песней Феодорита Кирского. Известно несколько списков перевода как с толкованиями, так и освобождённых от них.
- Западнорусские переводы со старочешского оригинала (Книга премудраго царя саломона рекомая песнь песнямъ починается. Зуполне выложена, на руский языкъ докъторомъ франъцискомъ скориною с полоцька; Книга е(с) сія неразумному дает разумет)

С XII века в Чехии велись переводы библейских текстов с латыни. Известно два перевода Песни песней с чешского оригинала на западнорусский (старобелорусский) язык. Один из переводов выполнен в 1518 году Франциском Скориной.
- Перевод из Острожской Библии (Книга пѣснь пѣснеї ц(а)рѧ соломона)

В 1580—1581 году в Остроге на Волыни первопечатником Иваном Фёдоровым издана печатная Библия, названная впоследствии Острожской. В основе текста лежала Геннадиевская Библия (Новгород, 1499 год). Текст же Песни песней был взят из «Толкового перевода» с дополнениями по «Мефодиевскому переводу» и переводу Константина Философа. Возможно также использовался перевод Франциска Скорины. Текст сверялся с греческим, еврейским и латинским оригиналами.

#### Русские переводы нового времени
Один из первых поэтических переводов Песни песней на церковнославянский язык сделан в 1679 году монахом Мардарием Хоныковым.
В настоящее время наиболее употребимы два перевода Песни песней: синодальный перевод и перевод британского и иностранного библейского общества.
Первый полный поэтический перевод «Песни песней» на русский язык выполнен Абрамом Эфросом (Песнь Песней Соломона. СПб.: Пантеон, 1909). Своё отношение к поэме «в том виде, в каком донесли её нам столетия», он выразил так: «…она, может быть, ненаучна и искажена, но… любима и близка мне с детства, когда в маленькой синагоге я впервые услыхал, как с амвона читал её старческим, дрожащим, но незабываемо-любовным голосом старик „мшулах“, посланец какой-то еврейской общины». Эфрос ориентировался на ашкеназское произношение; ему удалось передать звучание сложного ритма стихов оригинала, не сбиваясь ни на общепринятую стихотворную метрику, ни на прозу. Эфрос достиг этого путём разделения канонических изречений на строки, руководствуясь знаками кантилляции (теамим) в библейских текстах. Перевод А. Эфроса весьма точен: переводчик тщательно сверял со словарями, бывшими тогда в его распоряжении, каждое слово и выражение и, в случае расхождений между ними, мотивировал выбранное им значение в особых примечаниях к переводу. В 1910 году вышло в свет второе, дополненное издание, которое, кроме текста поэмы, включало статью Эфроса о методе его перевода и примечания к нему, а также ответы критикам первого издания и предисловие к обширной подборке статей, посвящённых «Песне песней». Важным разделом книги явилась антология русской поэзии XIX — начала XX века на темы «Песни песен» (от Г. Державина до В. Соловьёва). В 1969 году в тель-авивском книгоиздательстве «Бецалель Чериковер» перевод А. Эфроса вышел отдельной книжкой без приложений, но с параллельным ивритским текстом, разбитым на строки соответственно переводу.
Значительным событием в истории перевода поэмы явилось «стихотворное переложение с библейского текста» Льва Ярошевского «Песнь песней» под редакцией и с предисловием М. А. Кузмина, выдержавшее несколько изданий, в том числе в Петербурге (1917), Одессе (1919) и Вене (1921). «Изображением простодушной любви, — пишет в своём предисловии М. Кузмин, — более всего пленительна „Песнь песней“, хотя, конечно, и местный колорит, и племенной темперамент выражены очень ярко. Мне кажется, что переводчик, остановившись на стихотворном переводе, хотел, насколько можно, приблизить к нам эти безыскусственные строки простой, откровенной, детской любви». Лев Ярошевский придерживается драматической фабулы трёх персонажей (пастушка, пастух и царь), начисто отвергая аллегорические версии поэмы — как иудейскую, так и христианскую. «Можно утверждать, не впадая в преувеличение, — пишет он в предисловии „От переводчика“, — что займись комментированием „Песни песней“ буддисты, то и они неизбежно пришли бы к выводу, что в каждой её строфе таятся высшие откровения Будды…»
Единственный известный поэтический перевод «Песни песней» за весь советский период принадлежит русскому востоковеду и филологу, исследователю семитских языков Игорю Дьяконову (1915—1999). Работа эта выполнена в духе современного научного понимания вопроса — переводчик усматривал в «Песне песней», главным образом, сборник свадебных песен. В книге «Поэзия и проза Древнего Востока» (Библиотека Всемирной литературы, Серия первая, том1, М., 1973) хоровые (по мнению переводчика) партии набраны курсивом, выделены и объяснены различные моменты древнего свадебного ритуала, например:
- Поймайте-ка нам лисенят,
Поймайте маленьких лисенят,
Они портят нам виноградник,
а виноград-то наш не расцвёл.
Этот стих объяснён в сноске как песенка, с которой «подружки ловят мальчиков-дружек». Примечательно, что свои пояснения И. М. Дьяконов с добросовестностью учёного предваряет вводным словом «по-видимому» или завершает вопросительным знаком. Сам перевод точен и верен (в рамках принятой концепции); он интересен и как попытка соблюсти особенности стихосложения, общие для народов Древнего Востока.
В последние годы ожил переводческий интерес к «Песне песней». Так, харьковская поэтесса Ирина Евса в книге «Песнь песней» (М.: Эксмо-Пресс, 2001) переложила её рифмованным стихом, придав иную просодию:
- Выйди, царица сада,
не укрывайся тенью.
Нёбо твое — прохлада,
голос подобен пенью
птиц.
—
О, беги, любимый…
Издание, кроме работы И. Евсы, включает известные, но давно не издававшиеся переводы, комментарии, литературную критику, а также антологию русской поэзии на темы «Песни…» от А. С. Пушкина до Льва Лосева и Венедикта Ерофеева включительно.
В том же году вышла в свет «Песнь песней царя Соломона. Антология русских переводов» (СПб.: «Искусство-СПБ», 2001) со статьями и переводами И. Дьяконова и А. Эфроса. Кроме того, в книге приведены перевод XVI века и антология русской поэзии на темы «Песни песней» от Г. Державина до наших дней.
Годом раньше иерусалимский Институт изучения иудаизма в СНГ выпустил комментированное издание «Песни песней» в переводе раввина Нохума-Зеэва Рапопорта и Бориса Камянова, прочитавших поэму как «аллегорическое произведение, в котором речь идет о любви между Всевышним и еврейским народом (и каждым евреем в отдельности)». Такое восприятие этого текста является традиционным для последователей иудаизма.

## Запрет на чтение
У евреев существовал запрет на чтение Песни песней до достижения тридцатилетнего возраста. Сторонником подобного запрета был и основатель протестантской ветви христианства Мартин Лютер.

## Песнь песней в культуре, литературе и искусстве

### Изобразительное искусство

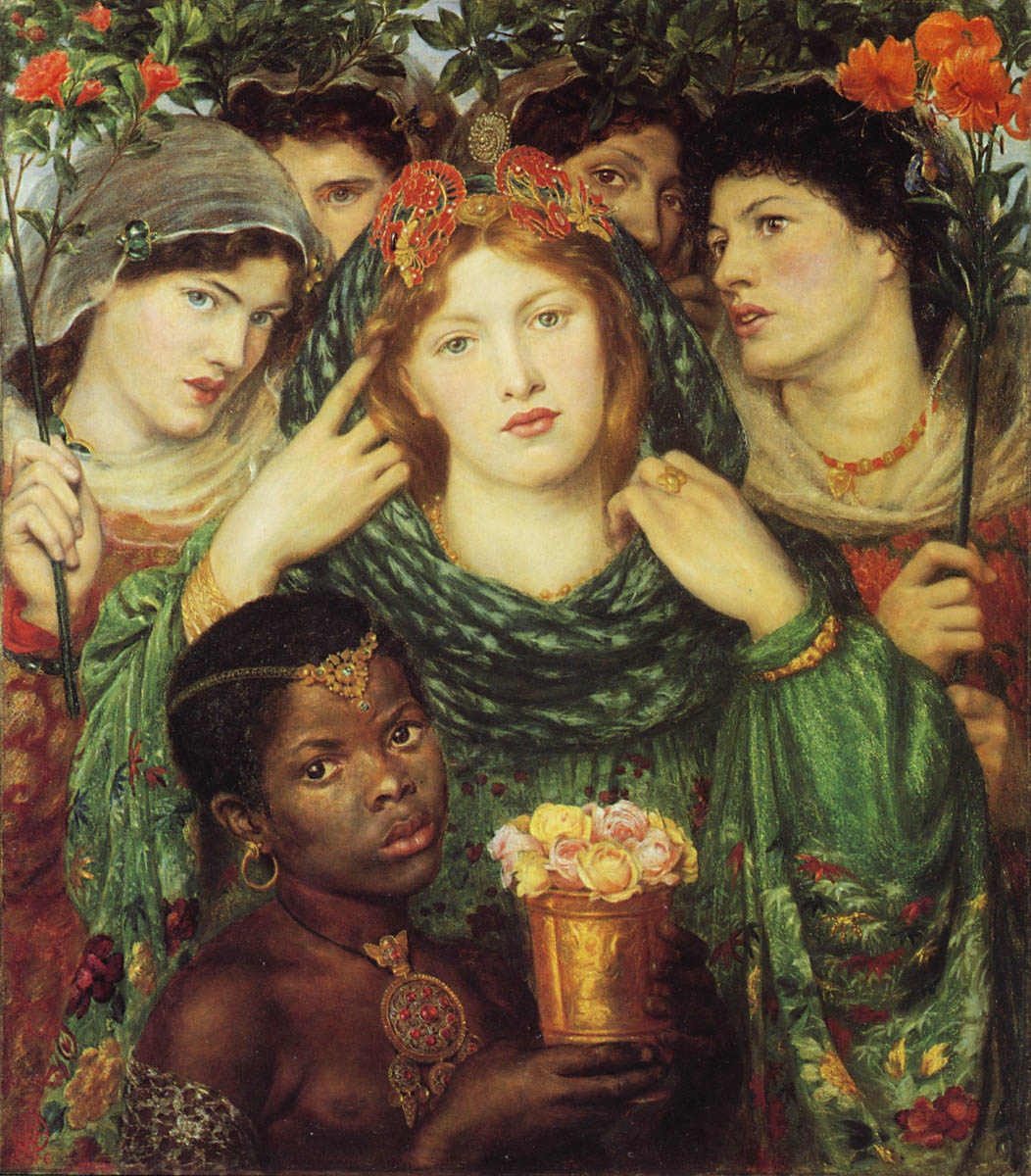
«Возлюбленная». Данте Габриэль Россетти, 1865—1866. Образ навеян Песнью песней.

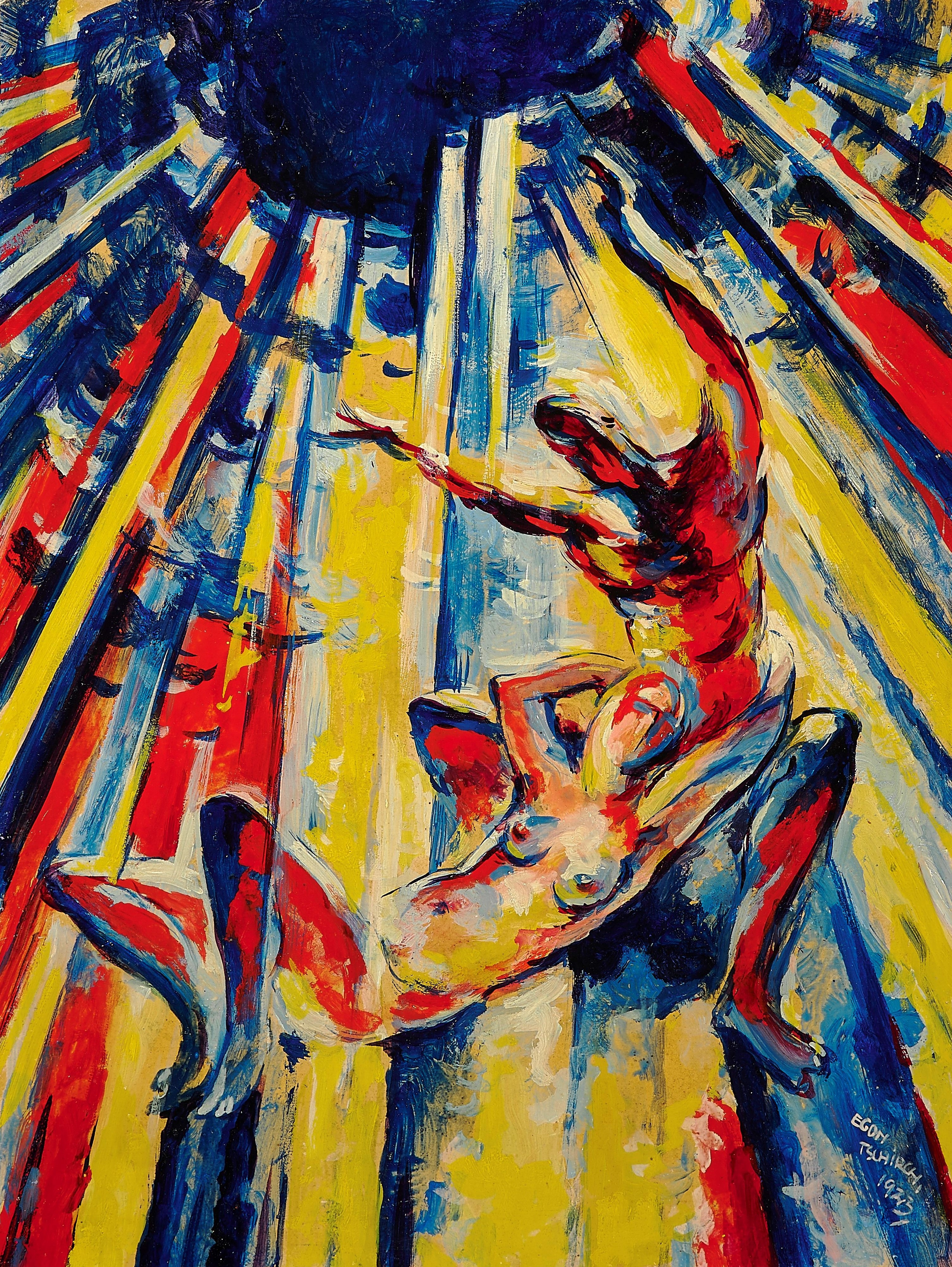
Песнь песней Соломона № 11. «Das Hohelied Salomos № 11». Егон Чирш. 1923. Цикл из девятнадцати картин (англ.). Художественный музей Аренсхоп.

Громадное количество шедевров мировой живописи посвящено сюжетам «Песни песней».
В качестве примеров можно назвать некоторые из них:
- Царь Соломон на троне. Песнь песней. Мартин де Вос, 1590 год.
- Роза Шарона — гравюра из цикла «Библия в картинах» (автор — Юлиус Шнорр фон Карольсфельд).
- Картина «Возлюбленная» Данте Габриэль Россетти (1865—1866).

### Музыкальные произведения

#### Академическая музыка
- Дж. П. Палестрина. Песнь песней, цикл из 29 мотетов;
- М. П. Мусоргский. Еврейская песня (текст представляет собой поэтическую обработку Л. А. Меем отрывка из «Песни песней»).
- А. Онеггер. Песнь песней, балет с пением (1938);
- К. Пендерецкий. Песнь песней Соломона, для 16 голосов и оркестра (1972);
- С. М. Слонимскоий. Песнь песней Соломона, кантата (1975);
- А. А. Кнайфель. Восьмая глава Canticum canticorum (1993). Посв. М. Ростроповичу[уточнить].
- Д. Н.  Смирнов. Песнь песней, оратория на текст Песни песней Соломона (1997);
- Г. Цендер. Shir Hashirim, или Песнь песней. Оратория для солистов, хора, оркестра и электроники (1996; 1-е исполнение 1997);
- П. М. Дейвис. Canticum canticorum, для хора с оркестром  (2001);
- В. И. Мартынов. Песнь песней. 3 хора (2001);

#### Неакадемическая музыка
- «Песнь песней» — песня на музыку Михаила Шпилевского,
- «Песнь песней — 2» — песня на музыку Михаила Шпилевского,
- «Песнь песней» — песня альбома «The Best» (2002 год) группы Новый Иерусалим,
- «На ложе моём ночью» (альбом «Песнь песней царя Соломона»),
- Скименъ (крепка яко смерть любы) — песня из альбома Для тех, кто видит сны. Vol.1 (2010 год) группы Оргия Праведников, текст песни представляет собой нарезку из строк Песни песней (глава 1 стих 6, глава 2 стихи 1, 4, 11, 16, глава 3 стих 1, глава 5 стихи 2, 10, 17, глава 6 стих 12, глава 7 стихи 11, 13, глава 8 стих 6),
- «Суламифь» — песня Ирины Богушевской из альбома «Книга песен» (1998).